# Marcial Avalos
Pour les articles homonymes, voir Avalos.
Marcial Avalos (né le 5 décembre 1921 et mort à une date inconnue) était un joueur de football international paraguayen, qui évoluait au poste d'attaquant.
Son frère, Enrique Avalos, était également footballeur.

## Carrière

### Club
Lui et son frère formaient la paire d'attaque dans l'équipe paraguayenne du Cerro Porteño.

### International
En international, il est surtout connu pour avoir participé avec l'équipe du Paraguay à la coupe du monde 1950 au Brésil.